# Castel San Pietro Terme

Castel San Pietro Terme (Castèl San Pîr en dialecte bolonais) est une commune italienne de la ville métropolitaine de Bologne, dans la région Émilie-Romagne.

## Géographie
Castel San Pietro Terme est une commune située le long de la via Emilia à 20 km à l’Est de Bologne et 11 km à l’ouest d’Imola. Le chef-lieu est raccordé par la route SP14 à l’autoroute A14 est à 4 km du centre de la cité et à la zone artisanal de Poggio, puis à la commune de Medicina (10 km). Le territoire est également traversé par le torrent Sillaro un affluent du Reno (fleuve).

Le territoire de la commune est situé aux pieds de l’Apennin tosco-émilien avec une partie de plaine cultivée (altitude mini de 29 m) et une partie en colline boisée (altitude maxi de 607 m) pour une altitude moyenne de 75 mètres.

Le pays est desservi par deux gares ferroviaires ; une à Castel San Pietro Terme et l’autre au hameau de Osteria Grande, sur la ligne Bologne - Ancône.

Grandes villes voisines :
- Bologne 20 km
- Milan 223 km
- Florence 75 km
- Imola 11 km
- Faenza 27 km
- Ravenne 62 km

## Histoire
Le nom de la commune dérive de la basilique d’époque romaine, dédiée aux saints Pierre et Paul au début du christianisme. Le castrum (Castel ou château) fut édifié en 1199. L'initiative vient de la commune de Bologne qui, à cette même période, fit édifier plusieurs fortifications de défense sur ses confins. Le castrum de San Pietro fut érigé aux confins avec le territoire d’Imola, cité gibeline à l’époque, alors que Bologne était une cité guelfe.

En 1509, Bologne passa définitivement sous l’état pontifical et Castel San Pietro en perdit sa fonction militaire.

En 1859, la commune entra dans le royaume de Sardaigne, puis deux années après dans le royaume d'Italie.

## Administration
| Période                                  | Période  | Identité     | Étiquette          | Qualité |
| ---------------------------------------- | -------- | ------------ | ------------------ | ------- |
| 08/06/2009                               | En cours | Sara Brunori | Parti démocratique |         |
| Les données manquantes sont à compléter. |          |              |                    |         |

### Hameaux
Osteria Grande, Varignana, Poggio Grande, Vedriano, Montecalderaro, Liano, Casalecchio dei Conti, Frassineto (Molino Nuovo), Gaiana, Gallo Bolognese

### Communes limitrophes
Casalfiumanese (12 km), Castel Guelfo di Bologna (8 km), Dozza (6 km), Medicina (10 km), Monterenzio (16 km), Ozzano dell'Emilia (10 km)

## Population

### Évolution de la population en janvier de chaque année
| 1861   | 1901   | 1921   | 1951   | 1961   | 1971   | 1981   | 1991   | 2001   |
| ------ | ------ | ------ | ------ | ------ | ------ | ------ | ------ | ------ |
| 11 603 | 13 426 | 14 652 | 14 110 | 13 428 | 13 808 | 15 648 | 17 922 | 19 153 |

| 2011   | - | - | - | - | - | - | - | - |
| ------ | - | - | - | - | - | - | - | - |
| 20 689 | - | - | - | - | - | - | - | - |

### Ethnies et minorités étrangères
Selon les données de l’Institut national de statistique (ISTAT) au 1er janvier 2011 la population étrangère résidente et déclarée était de 1599 personnes, soit 7,7 % de la population résidente.
Les nationalités majoritairement représentatives étaient :
| Pos. | Pays     | Population |
| ---- | -------- | ---------- |
| 1    | Maroc    | 327        |
| 2    | Roumanie | 307        |
| 3    | Pakistan | 154        |
| 3    | Albanie  | 144        |
| 5    | Tunisie  | 112        |
| 6    | Ukraine  | 94         |

## Économie
Traditionnellement agricole, la commune de Castel San Pietro Terme a diversifié son activité économique en profitant du voisine du fleuve Sillaro pour développer la pisciculture (poissons d’eau douce) et de son environnement de collines pour offrir des parcs d’attraction aquatiques et établissement thermales.

Les industries mécaniques et autres sont basées principalement au nord de la via Emilia et de l’autoroute : magasins de stockage et de redistribution, fabrication et entretien de machines agricoles.

## Monuments et lieux d’intérêt
- le théâtre Cassero [2] du XVIIIe siècle.
- le théâtre Arena, édifié entre 1933 et 1935, au centre historique.

## Fêtes et évènements
- FreshFestival: concert de musique,
- Castel San Pietro in Blues en juin, groupes italiens et internationaux.
- Cassero Jazz:
- Controfesta: groupes locaux, le premier samedi de juillet.
- Sleep Concert: non-stop de musique d’embiance, le 24 juin à l’occasion de la "Nuis blanche".
- Liberamusica: le 25 avril à l’occasion de la fête de la libération (groupes locaux).
- Ganesh Music Contes: concours annuel.
- Rockastrato: musique et gastronomie, en septembre.
- SlowMusic: Concerts de musique classique à l’occasion de la Nuit Slow,
- Musicaspinta: 3 journées de festival musical durant le sacre de "Varignana Di Notte".
- Settembre Castellano, grande kermesse pendant 3 semaines de septembre,
- La Carrera autopodistica second dimanche de septembre ; course de véhicules poussés manuellement.
- Naturalmiele – foire et marché du miel.

### Personnalités liées à Castel San Pietro
- Adolfo Albertazzi (1865-1924), écrivain
- Ciro Galvani (1867-1956), acteur
- Marcello Mimmi (1882-1961), cardinal
- Luisa Ferida (1914-1945), actrice
- Edmondo Fabbri (1921–1995), footballeur et entraîneur
- Mauro Gambetti (1965), prêtre franciscain, cardinal
- Loris Capirossi (1973), motocycliste
- Andrea Minguzzi (1982), lutteur
- Ilaria Bianchi (1990), nageuse olympique
- Carlotta Giovannini (1990), gymnaste
- Alessia Polieri (1994), nageuse

## Jumelage
- Opatija (Croatie)
- Lovran (Croatie)
- Matulji  (Croatie)
- Mošćenička Draga (Croatie)
- Bad Salzschlirf (Allemagne)